# Silvia Persico
Silvia Persico (25 juli 1997) is een Italiaanse wielrenster die actief is op de weg en in het veld. Zij rijdt vanaf 2023 voor UAE Team ADQ. Van 2017 tot 2022 kwam ze uit voor Valcar-Travel & Service.

## Biografie
Op 9 januari 2022 werd Persico voor het eerst Italiaans kampioene veldrijden. Enkele weken later reed ze verrassend naar het brons tijdens de wereldkampioenschappen veldrijden. Ze eindigde op 51 seconden van het Nederlandse duo Marianne Vos & Lucinda Brand, die om het goud streden. Eerder op dit WK was ze samen met haar landgenoten: Lucia Bramati, Samuele Leone en Davide Toneatti ook al onofficieel wereldkampioen Mixed relay geworden.
Ook tijdens haar wegseizoen bleef Persico goed presteren. Na enkele ereplaatsen in de voorjaarsklassiekers won ze eind april 2022 met de Gran Premio della Liberazione haar eerste UCI-zege. In september won ze de vierde etappe in de Ronde van Spanje en twee weken later wist ze de bronzen medaille weg te kapen op het wereldkampioenschap op de weg.
In april 2023 won Persico de Brabantse Pijl en later dat jaar won ze zilver op het Italiaans kampioenschap op de weg en eveneens zilver op het WK gravel in eigen land, op een halve minuut achter Katarzyna Niewiadoma. In mei 2024 won ze de Grote Prijs van Morbihan.
Haar vier jaar jongere broer Davide is eveneens actief in het wielrennen.

## Palmares

### Gravel
2023
 WK Gravel

### Veldrijden

#### Resultatentabel elite
| Seizoen   |     | WK  | EK | IK  |     | Klassementen | Klassementen | Klassementen | Klassementen | Klassementen |       | UCI- ranking |    | Podia | Podia | Podia | Aantal crossen |
| Seizoen   | WB  | WK  | EK | IK  | SP  | Trofee       | EKZ/Swiss    | SMP          | Goud         | Zilver       | Brons | UCI- ranking |    |       |       |       | Aantal crossen |
| --------- | --- | --- | -- | --- | --- | ------------ | ------------ | ------------ | ------------ | ------------ | ----- | ------------ | -- | ----- | ----- | ----- | -------------- |
| 2016-2017 |     | –   | –  | –   |     | 102e         | –            | –            | –            |              |       | 100e         |    | –     | –     | 1     | 7              |
| 2017-2018 | –   | –   | –  | –   | –   | –            | –            | 96e          | –            | –            | 2     | 8            |    |       |       |       |                |
| 2018-2019 | –   | –   | –  | –   | –   | –            | –            | ↑            | 81e          | –            | –     | 1            | 8  |       |       |       |                |
| 2019-2020 | –   | 22e | 6e | 81e | –   | –            | 12e          | 10e          | 93e          | –            | –     | 1            | 11 |       |       |       |                |
| 2020-2021 | 22e | –   | 6e | 37e | –   | 46e          | –            |              | 66e          | –            | –     | –            | 9  |       |       |       |                |
| 2021-2022 | ↑   | 9e  | ↑  | 14e | –   | –            |              | 13e          | 2            | 1            | 2     | 20           |    |       |       |       |                |
| 2022-2023 | 4e  | –   | ↑  | 29e | 15e |              | 18e          | 21e          | 6            | –            | –     | 11           |    |       |       |       |                |
| Totaal    |     | –   | –  | 2   |     | –            | –            | –            | –            | –            |       | –            |    | 8     | 1     | 7     | 74             |

#### Podiumplaatsen elite
| Legenda                       |
| ----------------------------- |
| Wereldkampioenschappen        |
| Continentale kampioenschappen |
| Nationale kampioenschappen    |
| Wereldbeker                   |
| Superprestige                 |
| Trofee                        |
| Overige veldritten            |

| Nr.           | Seizoen       | Datum         | Veldrit                                                    | Cat.          | Wedstrijdserie               |
| Overwinningen | Overwinningen | Overwinningen | Overwinningen                                              | Overwinningen | Overwinningen                |
| ------------- | ------------- | ------------- | ---------------------------------------------------------- | ------------- | ---------------------------- |
| 1.            | 2021-2022     | 01/11/2021    | Gran Premio Mamma & Papà Guerciotti AM, Cremona            | C2            | Losse cross (#1)             |
| 2.            | 2021-2022     | 09/01/2022    | Italiaans kampioenschap, Variano Di Basiliano              | NC            | Italiaans kampioenschap (#1) |
| 3.            | 2022-2023     | 27/11/2022    | Gran Premio Val Fontanabuona, San Colombano Certénoli      | C2            | Losse cross (#2)             |
| 4.            | 2022-2023     | 04/12/2022    | Gran Premio Citta di Vittorio Veneto, Vittorio Veneto      | C2            | Losse cross (#3)             |
| 5.            | 2022-2023     | 08/12/2022    | Cyclocross del Ponte, Fae' Di Oderzo                       | C2            | Losse cross (#4)             |
| 6.            | 2022-2023     | 11/12/2022    | Gran Premio Internazionale CX Città di Jesolo, Jesolo      | C2            | Losse cross (#5)             |
| 7.            | 2022-2023     | 2/01/2023     | Cyclocross Meilen                                          | C2            | Losse cross (#6)             |
| 8.            | 2022-2023     | 15/01/2023    | Italiaans kampioenschap, Rome                              | NC            | Italiaans kampioenschap (#2) |
| 2e plaatsen   |               |               |                                                            |               |                              |
| 1.            | 2021-2022     | 08/12/2021    | Cyclocross del Ponte, Fae' Di Oderzo                       | C2            | Losse cross                  |
| 3e plaatsen   |               |               |                                                            |               |                              |
| 1.            | 2016-2017     | 22/01/2017    | Gran Premio Citta di Vittorio Veneto, Vittorio Veneto (#1) | C2            | Losse cross (#1)             |
| 2.            | 2017-2018     | 09/12/2017    | 13° Trofeo di Gorizia, Gorizia                             | C2            | Losse cross (#2)             |
| 3.            | 2017-2018     | 21/01/2018    | Gran Premio Citta di Vittorio Veneto, Vittorio Veneto (#2) | C2            | Losse cross (#3)             |
| 4.            | 2018-2019     | 16/12/2018    | Gran Premio Citta di Vittorio Veneto, Vittorio Veneto (#3) | C2            | SMP Master Cross             |
| 5.            | 2019-2020     | 01/11/2019    | Gran Premio Citta Di Jesolo, Jesolo (#1)                   | C2            | Losse cross (#4)             |
| 6.            | 2021-2022     | 03/10/2021    | Gran Premio Internazionale CX Città di Jesolo, Jesolo (#2) | C2            | Losse cross (#5)             |
| 7.            | 2021-2022     | 29/01/2022    | Wereldkampioenschap, Fayetteville                          | CM            | Wereldkampioenschap          |

### Wegwielrennen

#### Overwinningen
2022
Gran Premio della Liberazione
Memorial Monica Bandini
Puntenklassement Ronde van Spanje
4e etappe Ronde van Spanje
2023
Brabantse Pijl
2024
Grote Prijs van Morbihan

#### Uitslagen in voornaamste wedstrijden
| Jaar | Ronde van Italië | Ronde van Frankrijk | Ronde van Spanje |
| ---- | ---------------- | ------------------- | ---------------- |
| 2017 | 93e              |                     |                  |
| 2018 | 113e             |                     | 82e              |
| 2019 |                  |                     |                  |
| 2020 |                  |                     |                  |
| 2021 |                  |                     |                  |
| 2022 | 7e               | 5e                  | 12e (1)          |
| 2023 | 8e               | 14e                 | 12e              |
| 2024 |                  |                     |                  |
| 2025 | 28e              |                     |                  |

| Jaar | Gent-Wevelgem | Ronde van Vlaanderen | Parijs-Roubaix | Amstel Gold Race | Luik-Bast.‑Luik | Strade Bianche | Omloop Het Nieuwsblad | Brabantse Pijl |  | WK op de weg |  | Wereldranglijsten |
| ---- | ------------- | -------------------- | -------------- | ---------------- | --------------- | -------------- | --------------------- | -------------- |  | ------------ |  | ----------------- |
| 2017 |               |                      |                |                  |                 | 48e            |                       |                |  |              |  | 176e (UWT)        |
| 2018 | 81e           | opgave               |                | opgave           |                 | 56e            | 84e                   | 66e            |  |              |  | 153e (UWT)        |
| 2019 | 83e           | 66e                  |                |                  |                 |                | opgave                |                |  |              |  | 353e (UWT)        |
| 2020 | 45e           | 50e                  |                |                  |                 | opgave         | opgave                | 59e            |  |              |  | 340e (UWT)        |
| 2021 | 82e           | 76e                  |                |                  |                 | 75e            | opgave                |                |  |              |  | 130e (UWT)        |
| 2022 | 9e            | 11e                  | buit.tijd      |                  |                 | 10e            | 22e                   | 7e             |  | ↑            |  | 8e (UWT)          |
| 2023 |               | 4e                   |                | 9e               | 42e             | 62e            |                       | ↑              |  | 12e          |  |                   |
| 2024 | 57e           | 7e                   |                | 70e              | 13e             |                |                       |                |  |              |  |                   |
| 2025 |               | 83e                  |                | 5e               |                 |                |                       |                |  |              |  |                   |

#### Resultaten in overige wielerrondes
| Jaar | Ronde van Chongming | Festival Elsy Jacobs | Ronde van Noorwegen | Holland Ladies Tour |
| ---- | ------------------- | -------------------- | ------------------- | ------------------- |
| 2017 |                     |                      | 88e                 |                     |
| 2018 | 11e                 |                      | 31e                 |                     |
| 2019 |                     |                      | 37e                 | 52e                 |
| 2020 |                     |                      |                     |                     |
| 2021 |                     | 28e                  | 50e                 | DNF                 |
| 2022 |                     | Brons                |                     |                     |
| 2023 |                     |                      |                     |                     |

## Ploegen
- 2017 —  Valcar PBM
- 2018 —  Valcar PBM
- 2019 —  Valcar-Cylance
- 2020 —  Valcar-Travel & Service
- 2021 —  Valcar-Travel & Service
- 2022 —  Valcar-Travel & Service
- 2023 —  UAE Team ADQ
- 2024 —  UAE Team ADQ
- 2025 —  UAE Team ADQ

al Sayegh · Amialiusik · Baril · Bastianelli (tot 10/7) · Bertizzolo · Bujak · Consonni · Gasparrini · Harvey · Holden · Ivanchenko · Kumięga · Magnaldi · Persico · Tomasi · Trevisi
al Sayegh · Amialiusik · Bertizzolo · Bujak · Carbonari · Consonni · Gasparrini · Gillespie (vanaf 9/6) · Harvey · Holden · Ivanchenko · Kumięga · Magnaldi · Neumanová · Persico · Swinkels · Włodarczyk
al Sayegh · Amialiusik · Bäckstedt · Bertizzolo · Blasi (vanaf 14/5) · Chapman · Gasparrini · Gillespie · Holden · Ivanchenko · Longo Borghini · Magnaldi · Marturano · Neumanová · Persico · van Rooijen · Squiban · Swinkels · Włodarczyk